# Bryce (DJ)
Bryce (* um 1980, bürgerlich Sebastian Bernhardt) ist ein deutscher DJ und Produzent, der unter anderem mit Dance-Remakes von Hits der 1980er Jahre bekannt wurde.

## Biografie
Seinen Durchbruch als DJ hatte Sebastian Bernhardt alias DJ Bryce 2004 bei den Groove-Mixery-Partyveranstaltungen. Seine erste eigene Produktion veröffentlichte er 2008 mit dem Track Es geht voran. Es folgten Zusammenarbeiten mit DJs wie Shaun Baker und Carlprit sowie regelmäßig Kollaborationen mit dem US-Rapper Jesse Al-Malik, mit denen er auch in den deutschen Dancecharts erfolgreich war. Mit Weekend, einem Remake des gleichnamigen Nummer-eins-Hits von Earth & Fire aus dem Jahr 1980, hatte er im Sommer 2013 einen weiteren Dancehit, der unter anderem Platz 7 der Deutschen DJ-Playlist erreichte. Es folgte We’re in Heaven (Remake von Heaven von Bryan Adams), mit dem er Ende desselben Jahren sogar in die offizielle Schweizer Hitparade kam.

## Diskografie
Lieder
- Es geht voran (2008)
- Rock On (2009)
- Blame It on the Summer (Bryce versus Shaun Baker, 2009)
- Dance (Bryce feat. Gerald G! & J-Malik, 2010)
- Dance with Me (Bryce feat. Carlprit, 2011)
- Nothing Can Hold Us Back (Bryce feat. J-Malik, 2011)
- Turn Up the Night (Bryce feat. J-Malik, 2012)
- Physical Thing (Bryce versus Gerald G!, 2013)
- Body Rock (Bryce feat. J-Malik, 2013)
- Weekend (Bryce feat. Nitro, 2013)
- We’re in Heaven (Bryce feat. J-Malik, 2013)
- Freefall Anthem (2014)
- Blade Theme (2014)
- Bounce (2014)
- Alegria (2014)
- Frontline (2015)